# 알제리의 검열
알제리의 언론인 근무 환경은 1962년 프랑스로부터 독립한 이래 변화해 왔다. 1990년 이후에는 언론 규제에 관한 법률이 폐지되었으며, 이와 동시에 언론의 자유가 크게 보장되었다. 그러나 1990년대에 일어난 내전 당시 70명 이상의 알제리 언론인들이 치안 부대나 이슬람주의자들로부터 암살당했으며, 1993년부터 1998년까지 알제리에서는 60명의 언론인들이 살해당하기도 하였다.

## 1990년대~2000년대
최근 압델아지즈 부테플리카 대통령이 몇몇 신문사를 폐쇄하라는 명령을 내렸는데, 르 마탱 편집장 모함마드 벤치쿠와 같이 부테플리카 대통령을 비판하는 기사를 작성한 많은 언론인들이 투옥당했으며, 그 밖의 많은 언론인들 대부분이 프랑스로 강제 추방당했다.
알제리는 최근 5년 동안 국경 없는 기자회가 발표하는 세계언론자유지수에서 약 40점을 받았다. (언론 자유 지수가 높아질수록 언론의 자유가 약해짐을 뜻한다.) 프랑스의 일간지 류마니테와 국경 없는 기자회는 르 마탱 편집장 모함마드 벤치쿠의 투옥을 비난했는데, 벤치쿠는 알제리 법원으로부터 부패 혐의로 징역 2년을 선고받았다. 또한 그는 2006년에 펜/바바라 골드스미스 자유 저작상을 수상하기도 하였다.
최근 알제리는 모함마드 벤치쿠의 투옥 외에도 언론의 자유가 많이 침해당하고 있다. 1996년에는 라 트리뷴 (La Tribune) 신문이 폐간당했으며, 2006년 3월에는 인터넷 검열이 실시되었다. 1998년에는 엘 와탄 (El Watan)이 알제리 정부로부터 공격을 당했는데, 국경 없는 기자회와 저널리스트 보호 위원회는 이 신문이 알제리 정부군과 이슬람 반군의 표적이 되었다고 밝혔다. 또한 리베르테와 르 마탱의 언론인들은 프랑스로 망명하기도 하였다.

## 2007년 2월에 열린 언론인 실종 관련 심포지엄
알제리 실종자 가족 단체와 SOS 실종, 자자이루나, 알제리 국립 실종자 가족 협회, 소무드가 2007년 2월 7일에 "진실을 위한 평화와 화해"라는 주제의 심포지엄을 개최할 예정이었으나 알제리 정부의 심포지엄 개최 방해로 무산됐다. 또한 고문 폐지를 위한 기독교인 행동 프랑스 지부와 국제 인권 연맹, 고문 반대 국제 기구는 1990년대 내전이 일어나던 당시 실종 관련 회의를 검열했다고 비난하기도 하였다. 또한 논란의 여지가 있는 평화와 국가의 화해를 위한 헌장이 2006년 9월 29일에 제정되던 당시에는 알제리 정부가 변호사와 인권 운동가를 상대로 한 소송 제기 등 여러 가지 협박 수단을 통해 이들을 표적으로 삼고 있다는 비판을 받기도 하였다.

## 같이 보기
- 알제리의 역사